# Thomas Dumerchez
Thomas Dumerchez is een Frans filmacteur. Gaël Morel ontdekte hem bij toeval op straat en liet hem onmiddellijk meespelen in Le Clan.
In Le Clan, zijn debuutrol, speelt hij een van de drie hoofdrollen en is de tegenspeler van Stéphane Rideau en Nicolas Cazalé. In dit drieluik over drie broers werd Thomas Dumerchez door de kritiek omschreven als een uitzonderlijk acteur, tegelijkertijd natuurlijk en fotogeniek, timide en charismatisch.
In 2006 speelt hij mee in de korte film Quais de Seine van Gurinder Chadha, met Cyril Descours, in het kader van de film Paris, je t'aime.
Gaël Morel geeft hem in 2007 een nieuwe hoofdrol aan de zijde van Catherine Deneuve, Élodie Bouchez en Guy Marchand in Après lui, dat vertoond werd op het Filmfestival van Cannes, in het kader van de "veertiendaagse van de regisseurs".

## Filmografie
- 2004 : Le Clan van Gaël Morel : Olivier
- 2006 : Paris, je t'aime van Gurinder Chadha : Manu (deel "Quais de Seine")
- 2007 : Après lui van Gaël Morel : Franck
- 2008 : New Wave (TV) van Gaël Morel : Jérémy